# Benyamin Yosef Bria
Benyamin Yosef Bria (* 7. August 1956 in Decabiti, Regierungsbezirk Belu, Westtimor, Indonesien; † 18. September 2007 in Singapur) war ein indonesischer Geistlicher und römisch-katholischer Bischof von Denpasar.

## Leben
Benyamin Bria studierte von 1976 bis 1984 Katholische Theologie und Philosophie an den Priesterseminaren in Lalian sowie Ledalero und Ritapiret im indonesischen Flores. Am 29. Juni 1985 empfing er die Priesterweihe. Bria war zunächst in der Seelsorge im Bistum Atambua tätig. Nach einem Studium in Kanonischem Recht an der Catholic University of America in Washington, D.C. wurde er an der Universität Ottawa in Kanada promoviert. Bria war seit 1993 Professor für Kanonisches Recht am St. Michael Major Seminary in Kupang.
Am 14. April 2000 wurde er von Johannes Paul II. zum Bischof von Denpasar ernannt. Die Bischofsweihe spendete ihm der Bischof von Atambua, Anton Pain Ratu SVD, am 6. August desselben Jahres. Mitkonsekratoren waren der Erzbischof von Ende, Longinus da Cunha, und der Bischof von Malang, Herman Joseph Sahadat Pandoyoputro OCarm.
Er starb an den Folgen eines Nierenversagens im Mount Elisabeth Hospital in Singapur.